# Джутовая мануфактура (Рига)

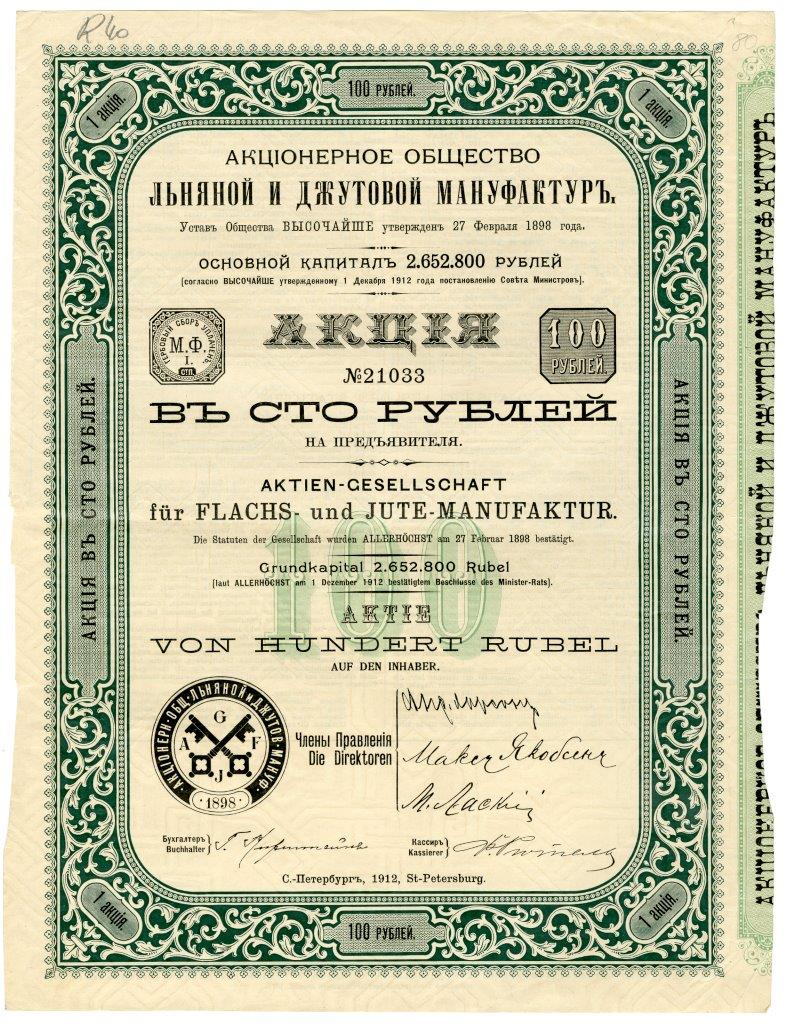
Акция в сто рублей Акционерного общества льняной и джутовой мануфактур. С.-Петербург, 1912 г.

Джутовая мануфактура (фабрика) — бывшее предприятие по производству джутовой и льняной продукции, действовавшее в Риге с 1898 по 1914 год. Принадлежало зарегистрированному в Санкт-Петербурге «Акционерному обществу льняной и джутовой мануфактур». Сооружения фабрики сохранились до сих пор и находятся по адресу Рига, ул. Эзермалас, 2.

## История
Джутовая мануфактура была построена в пригороде Риги, на берегу Кишозера, в 1898 году. Основной продукцией фабрики были джутовые мешки, которые распространялись по Российской империи вплоть до Первой мировой войны. С началом войны мануфактура была расформирована, а оборудование вывезено в Россию.
В межвоенный период фабрика не использовалась. Во время оккупации Латвии нацистской Германией на базе бывшей джутовой мануфактуры немцами был развёрнут аэродром гидроавиации. При аэродроме имелся гарнизон, ремонтно-технические ангары, склады ГСМ и небольшой госпиталь.
С 1953 года на территории бывшей джутовой фабрики было развёрнуто Рижское высшее военное авиационное инженерное училище.
С 1993 года территория сдаётся под склады.